# Super Drive

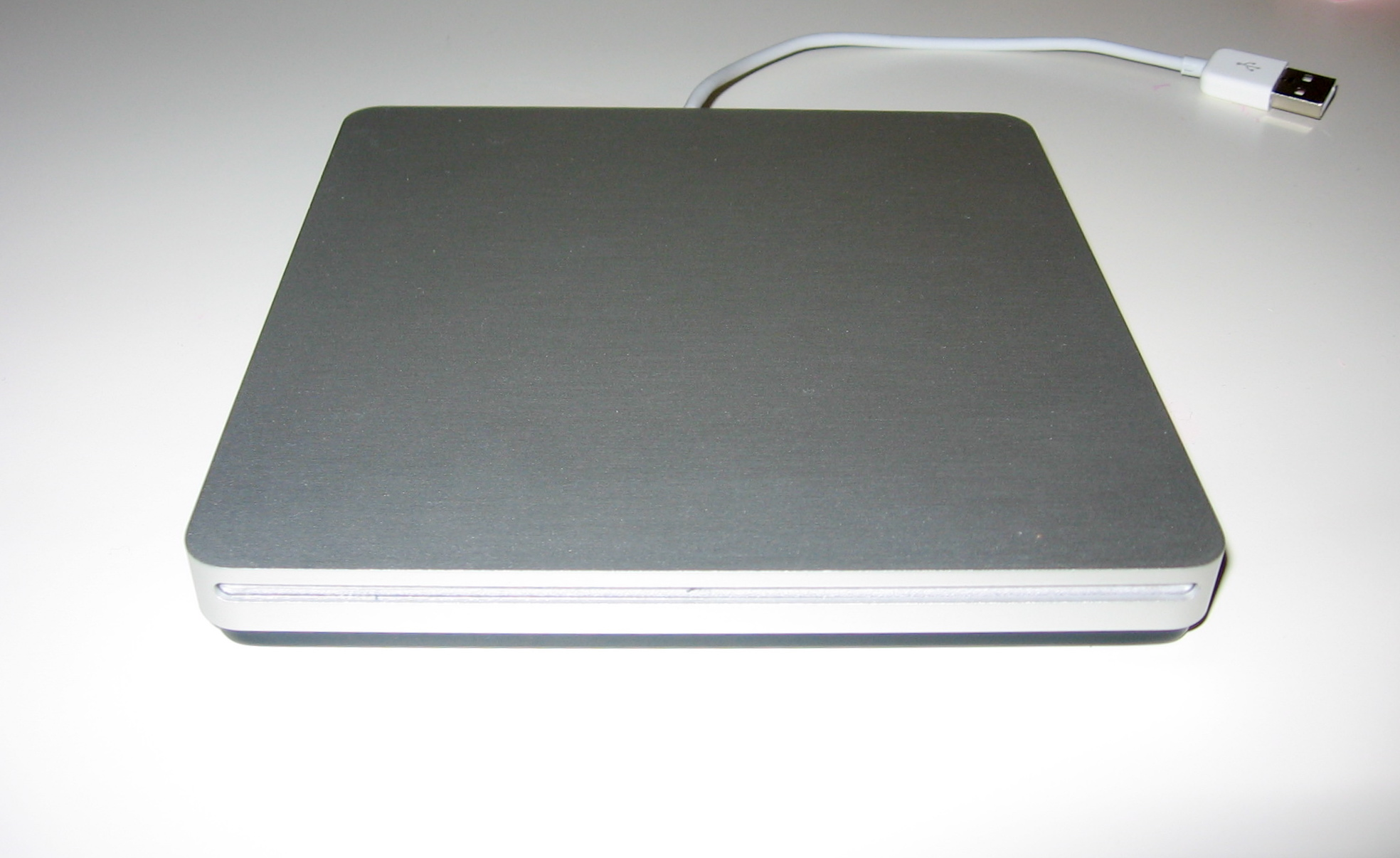

Superdrive är ett varumärke av Apple Inc. för två olika lagringsenhet: från 1988–1999 benämning på en 3.5"-diskettenhet; och från 2001 en benämning på en kombinerad CD/DVD läsare/brännare (sedan 2006 är SuperDrive en DVD/CD-brännare som kan hantera dubbla lager).

## Diskettenhet
Termen användes om en 1.44 MB 3.5-tumsdiskettenhet i slutet av 1988 av Apple Computer. Den ersatte den gamla diskettenhet med stöd för 800 kB. Superdrive var i princip samma diskettenhet som satt i de flesta IBM-kompatibla datorerna på den tiden med tillägget att de kunde läsa gamla Apple GCR-kodade (Group Code Recording) format.
Enheten introducerades 1988 under varumärket FDHD (Floppy Disk High Density), men bytte kort därefter namn till Superdrive. Den första Macintosh-modellen som tillverkades med en Superdrive var Macintosh IIx.

## CD- och DVD-enhet
När användningen av disketter minskade valde Apple att återanvända varumärket för att benämna (då Pioneer) inbyggd DVD-brännare i Macintosh-modeller som kan läsa och skriva DVD-skivor och CD-skivor. I december 2006 är Superdrive en kombination av DVD±R/±RW- och CD-R/RW-brännare och stöder DVD±R, DVD+R DL, DVD-R DL, DVD±RW, DVD-9, CD-R och CD-RW och alla vanliga format.  Alla nya Apple-datorer med en skivenhet innehåller en Superdrive.